# Lõpemetsa
Lõpemetsa is een plaats in de Estlandse gemeente Rapla, provincie Raplamaa. Lõpemetsa heeft de status van dorp (Estisch: küla).
Tot in oktober 2017 lag Lõpemetsa in de gemeente Raikküla. In die maand werd Raikküla bij de gemeente Rapla gevoegd.

## Bevolking
Het dorp had 72 inwoners op 31 december 2011 en 64 inwoners op 31 december 2021.

## Ligging
De rivier Vigala vormt de grens met het buurdorp Kabala.

## Geschiedenis
Lõpemetsa werd voor het eerst genoemd in 1798 onder de naam Metskülla (‘bosdorp’). In 1871 heette het dorp Loeppe. Het lag op het landgoed van Kabala. De naam Lõpemetsa betekent ‘eind van het bos’. Dat betekent waarschijnlijk dat een deel van een dicht bos is gekapt om het dorp te bouwen. In 1977 werden de buurdorpen Suurküla (de oudste kern op het landgoed) en Aravere bij Lõpemetsa gevoegd.

## Geboren in Lõpemetsa
- August Topman (1882-1968), componist, organist en dirigent